# Аметхан-Султан
Аметхан-Султан (крим. Amethan Sultan) — пасажирський залізничний зупинний пункт Кримської дирекції Придніпровської залізниці на електрифікованій лінії Острякове — Євпаторія-Курорт між станціями Ярка (15 км) та Саки (2 км). Розташований в селі Оріхове Євпаторійського району АР Крим.

## Назва
Зупинний пункт отримав назву на честь видатного льотчика, учасника Другої світової війни, національного героя кримськотатарського народу Амет-Хана Султана.

## Пасажирське сполучення
На платформі Аметхан-Султан зупиняються приміські електропоїзди, що прямують за напрямком Євпаторія-Курорт — Сімферополь.